# Репродуктивный туризм

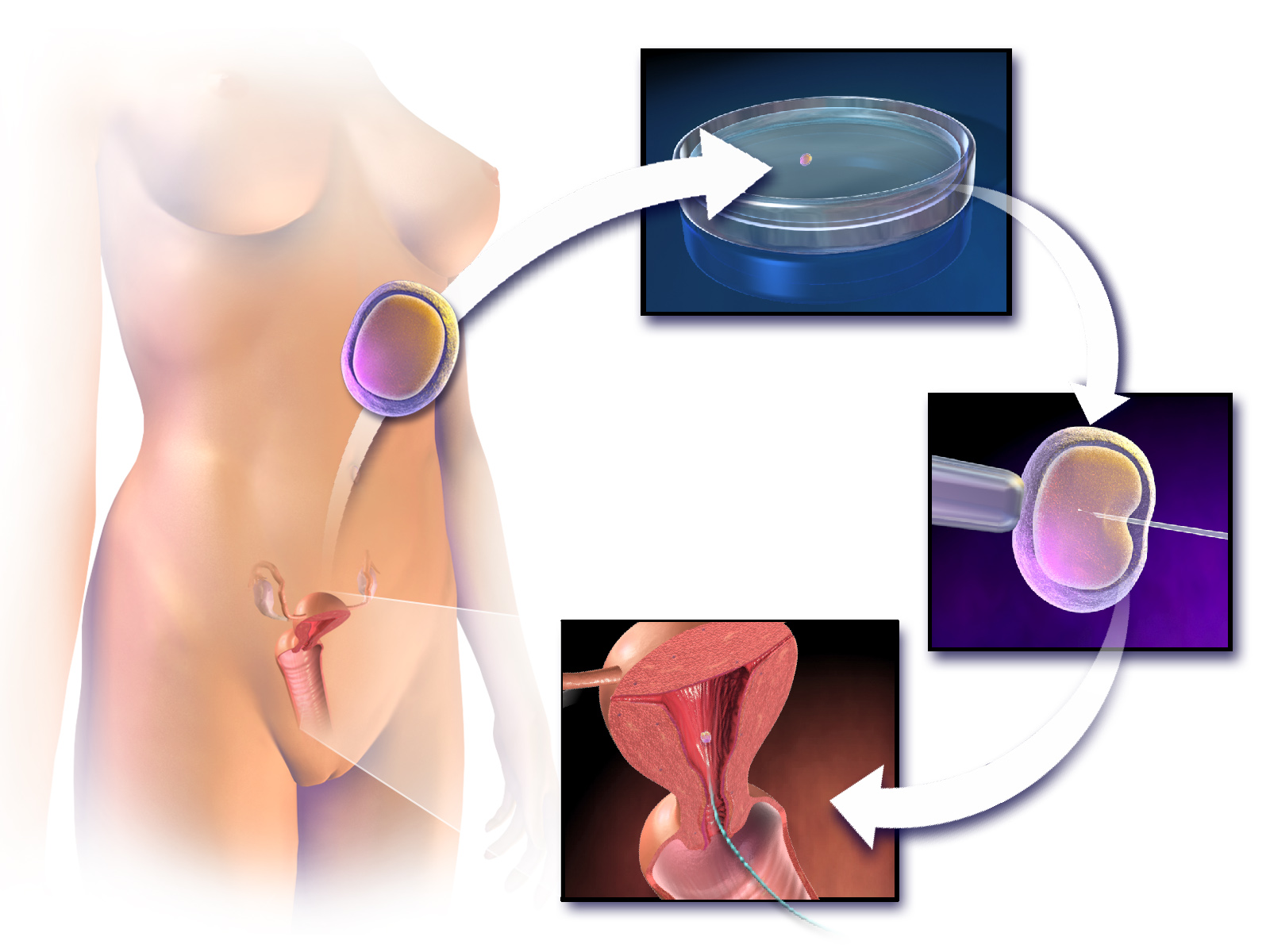
Искусственное оплодотворение

Репродуктивный туризм — разновидность медицинского туризма, который осуществляется с целью зачать ребёнка при помощи местной медицины с использованием вспомогательных репродуктивных технологий.
Возникновение этого термина произошло после подписания в 1989 году Международной конвенции ООН, которая зафиксировала право человека на жизнь и продолжение рода. 

## Проблематика
По информации ВОЗ, бесплодием страдают около 15 % пар в возрастной категории от 15 до 49 лет. Примерно 9 % матерей в возрасте между 20 и 44 годами не способны зачать ребёнка в течение как минимум 12 месяцев. Исходя из разных оценок, в 20-30 % случаев причиной проблем является здоровье мужчины, в 20-35 % — здоровье женщины, 25-40 % — здоровье обоих партнёров, в 10-20 % случаев причину идентифицировать не получается. Постепенное увеличения среднего возраста женщин при рождении детей в развитых странах создаёт дополнительные затруднения при диагностике.
За последние несколько десятилетий одним из решений проблемы человеческого бесплодия стали вспомогательные репродуктивные технологии. Например, экстракорпоральное оплодотворение — размещение яйцеклетки в среде с качественными сперматозоидами, в условиях, благоприятных для оплодотворения. После получения эмбриона его можно подсадить в матку будущей матери или другой женщины для вынашивания. При низком качестве сперматозоидов может оказаться полезным метод ИКСИ, с помощью которого осуществляется инъекция сперматозоида в яйцеклетку.
Всего в масштабах планеты с помощью вспомогательных репродуктивных технологий уже родилось более 5 миллионов младенцев, а их ежегодное количество составляет не менее 350 000 при полутора миллионах циклов оплодотворения.

## Вопрос этичности
Термин «репродуктивный туризм», наряду с другими понятиями биоэтики (например «беременность напрокат», «либеральность убийства») позволил по новому взглянуть на современную философию и антропологию человека. Он не только раздвинул медицинские границы, но и позволил изучать человеческую природу с новых ракурсов, что актуализировало фундаментальное философское понимание человеческой сущности.